# 永田龍雄
永田 龍雄（ながた たつお、1890年〈明治23年〉9月20日 - 1965年〈昭和40年〉9月29日）は、日本の舞踊批評家、歌人。

## 来歴
1910年、東京外国語学校英語科を卒業する。村井吉兵衛の秘書を務めたのち1921年（大正10年）に帝国劇場文芸部に入り、関東大震災での解散までそこに勤めた。部の解散後、舞踊批評家に転身する。
時事新報の嘱託も務め、西洋舞踊や邦楽の批評を執筆し、村松道弥らと音楽新聞も創刊した。西欧舞踊の黎明期から晩年まで多くの批評を残し、印象批評と独自な見解に定評がある。
スペイン語の永田寛定、詩人の永田助太郎を親族に持つ。

## 著作
- 永田龍雄 編『雛乃名殘』1917年12月。doi:10.11501/926703。 NCID BA31178714。OCLC 703683748。全国書誌番号:43000106。
- エレン・テリイ 著、永田龍雄 訳『露西亜舞踊』敬文館、1921年10月。 NCID BA49932436。
- 永田龍雄 編『泰西舞踊図説』矢吹高尚堂、1922年6月。doi:10.11501/970428。 NCID BA42738071。OCLC 673990401。全国書誌番号:43037564。
- 永田龍雄『泰西舞踊十二講』内田老鶴圃、1924年7月。doi:10.11501/982269。 NCID BN09178084。OCLC 674250385。全国書誌番号:43047060。
- フランク・テイス 著、永田龍雄 訳『舞踊理論』内田老鶴圃、1924年8月。doi:10.11501/981190。 NCID BA4452998X。OCLC 674224324。全国書誌番号:43046038。
- エレン・テリイ 著、永田龍雄 訳『露西亞舞踊』聚芳閣、1925年2月。doi:10.11501/1017274。 NCID BN10535917。OCLC 674301225。全国書誌番号:43049646。
- 永田龍雄 編『家庭婦人講座 第1編』聚芳閣、1925年。doi:10.11501/1019042。OCLC 674330653。全国書誌番号:43051165。